# Rita (izraelská zpěvačka)
Rita Jahan-Farouz (hebrejsky: ריטה יהאן-פרוז, uměleckým jménem Rita; * 24. březen 1962) je izraelská zpěvačka a herečka, jejímž žánrem je popmusic. Narodila se v íránském hlavním městě Teherán a do Izraele podnikla aliju v roce 1970. Kariéru zpěvačky započala jako osmnáctiletá v izraelské armádě, do povědomí izraelské veřejnosti se však dostala až o dva roky později v národním kole soutěže Eurovision Song Contest. Ve stejný rok vydala své debutové album Rita, které se stalo třikrát platinové. V letech 1988 a 1989 byla v soutěži izraelského rádia zvolena zpěvačkou roku. V roce 1990 zastupovala Izrael v soutěži Eurovision Song Contest, ale nepostoupila do užšího výběru. Během své pěvecké kariéry vydala k roku 2010 celkem jedenáct alb, z nichž pět se stalo platinovými.

## Hudební a herecká kariéra

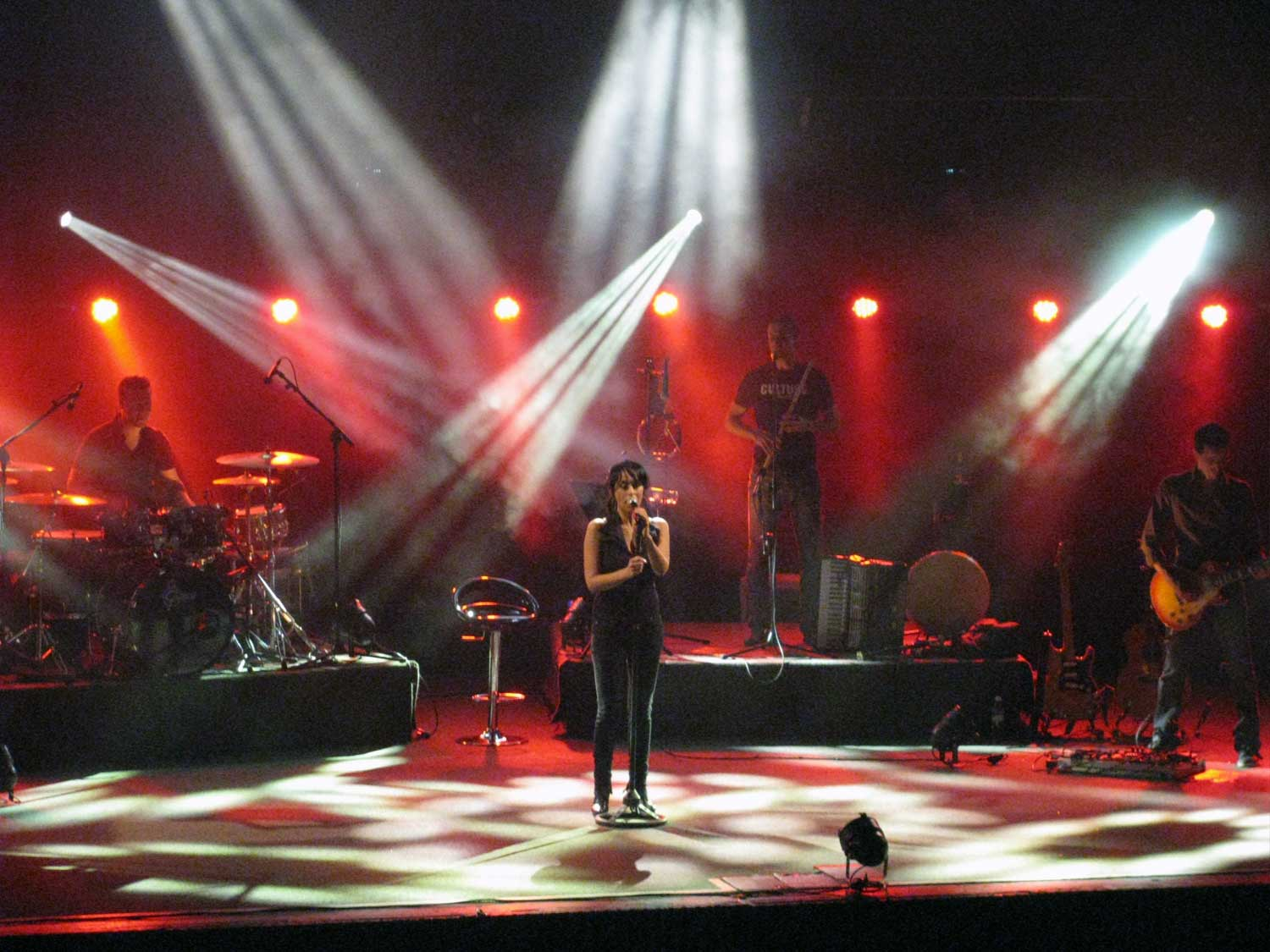
Rita - koncert v Jeruzalémě

### 80. léta
Rita začala svou kariéru v roce 1980 hudební skupině v Izraelské armádě. V roce 1982, navštěvovala školu herectví „Bejt Cvi“. Její první kontakt s veřejností v Izraeli byl v roce 1986 v předkole pro Eurovision Song Contest (známé v Izraeli jako Kdam-Eurovision), kde se rozhodovalo kdo bude reprezentovat Izrael v nadcházejícím Eurovision Song Contest. Rita nevyhrála, ale její píseň „Švil ha-Bricha“, spolu s její provokativním vystoupením získala mnoho pozornosti. Tentýž rok Rita vystupovala v adaptaci My Fair Lady a vydala její debutové album, Rita, (3× platinová deska, prodalo se přes 120,000 kopií).
V roce 1988 Rita vydala její druhé album, Jmej ha-tom (Dny nevinnosti). V letech 1988 a 1989 byla zvolena zpěvačkou roku v izraelském národním rádiu.

### 90. léta
V 1990, Rita konečně měla možnost reprezentovat Izrael v Eurovision Song Contest s její písní Šara ba-rchovot (Zpívá v ulicích), ale získala jen 18 místo. Po krátké odmlce Rita vydala v roce 1994 její třetí album, Ahava gdola (Velká láska), které bylo také úspěšné a vedlo k tříletému turné po celé zemi. Album Tachanot ba-zman (Stanice v času) bylo vydáno v roce 1996, sestávající hlavně z dosud nevydaného materiálu.
V roce 1998 Rita byla pozvána zpívat izraelskou národní hymnu Hatikva (Naděje) jako část izraelských jubilejních oslav Pa'amonej ha-jovel (Jubilejní zvony).
V roce 1999 Rita vydala album Tiftach chalon (Otevři okno) které bylo také velmi úspěšné, následované albem Chamcan (kyslík) v roce 2003 které bylo méně úspěšné. V roce 2004, Rita účinkovala v roli Roxie Hart v adaptaci muzikálu Chicago pro Divadlo Bejt Lesin.

### 2000
V roce 2006 Rita vystupovala v nové show nazvané One (anglicky) v režii Hanocha Rozena. Bylo prodáno přes 100 tisíc vstupenek.
Po pěti letech kdy nevydala žádné nové album, Rita vydala své sedmé album, "Remazim" (Náznaky).

### 2010
V roce 2010 vystupovala ve zvláštním koncertu v sídlu Prezidenta Izraele v Jeruzalémě, v přítomnosti italského premiéra Silvio Berlusconi, a Izraelského prezidenta Šimona Perese. Zpívala svou hudební verzi básně "Hachanisini tachat knafajich" (Vem mě pod svá křídla) a árii v Italštině.

## Osobní život
Rita byla vdaná za zpěváka a skladatele Rami Kleinsteina, se kterým má dvě dcery - Meši a Noam. Jako pár spolu vystupovali v roce 2001. 3. září 2007 ale bylo oznámeno, že Rita a Rami se rozcházejí.

## Diskografie
| Rok  | Album                | Překlad        | Zlatá/Platinová deska (v Izraeli) |
| ---- | -------------------- | -------------- | --------------------------------- |
| 1985 | Rita                 |                | 4× Platinová                      |
| 1987 | Breaking Those Walls | Rozbít ty zdi  | Zlatá                             |
| 1988 | Yamey Ha-Tom         | Dny nevinnosti | 5× Zlatá                          |
| 1994 | Ahava Gdola          | Velká láska    | 4× Platinová                      |
| 1996 | Tahanot BaZman       | Stanice v času | 2× Platinová                      |
| 1999 | Tiftah Halon         | Otevři okno    | 2× Platinová                      |
| 2000 | Time for Peace       | Čas pro mír    | Gold                              |
| 2001 | Rita & Rami On Stage |                | 5× Zlatá                          |
| 2003 | Hamtsan              | Kyslík         | Zlatá                             |
| 2007 | One - Live           |                | Zlatá                             |
| 2008 | Remazim              | Náznaky        | Platinová                         |